# پلزنت ویو (تنسی)
پلزنت ویو(به انگلیسی: Pleasant View) شهری در ایالت تنسی کشور ایالات متحده آمریکا است که جمعیت آن در سرشماری سال ۲۰۱۰ میلادی، ۴٬۱۴۹ نفر بوده‌است.